# Lev Gillet
Lev Gillet (Saint-Marcellin, 8 agosto 1893 – Londra, 29 marzo 1980) è stato un religioso, filosofo e storico francese.

## Biografia
Ha studiato a Grenoble e filosofia a Parigi.
Durante la prima guerra mondiale fu mobilitato e inviato al fronte, dove fece i collegamenti con le truppe britanniche. Fu fatto prigioniero nel 1914 e trascorse tre anni in prigionia con prigionieri britannici e russi, quando fu attratto dalla spiritualità dei prigionieri russi ortodossi.
Dopo la guerra studiò matematica e psicologia a Ginevra, ma nel 1919 decise di entrare a far parte dei benedettini di Chiaravalle. In questo periodo trascorse un po' di tempo nella casa benedettina di Farnborough in Gran Bretagna e studiò teologia a Roma. Attratto dal cristianesimo orientale, conobbe Dom Lambert Baudouin (che in seguito fondò le comunità bi-rituali di Amay e Chevetogne) e il vescovo metropolita Andriy Sheptytsky della Chiesa greco-cattolica ucraina in Galizia e pronunciò i voti finali come Lev nel 1925 presso il Monastero studita di Univ Lavra in Galizia.
Deluso dall'atteggiamento della Chiesa cattolica romana nei confronti dell'ortodossia, Gillet fu accolto nella Chiesa ortodossa a Parigi nel maggio 1928 dal metropolita Evlogii - con l'approvazione, sosteneva sempre padre Lev, del metropolita Andriy. Nel novembre 1928 divenne rettore della parrocchia di Sainte-Geneviève-de-Paris, la prima parrocchia ortodossa di lingua francese.
Nel 1938 lasciò Parigi per stabilirsi a Londra, nell'ambito della Fellowship of Saint Alban e Saint Sergio, un'organizzazione ecumenica dedita all'unione delle chiese anglicana e ortodossa. In un primo momento ha lavorato con vari ruoli: come direttore di un ostello per ragazzi, come docente al Quaker College di Birmingham e al servizio della Società dei cristiani e degli ebrei.
Nel 1947 fu invitato dal Movimento giovanile ortodosso in Libano a diventare il loro cappellano lì, e si recò in Libano all'inizio del 1948; ma la malattia lo costrinse a tornare in Gran Bretagna nello stesso anno. Divenne cappellano della Fellowship nel 1948 e risiedeva presso la sua sede a St Basil's House. Ha lavorato part-time per lo Spalding Trust e il Movimento per le grandi religioni del mondo. Rimase in Gran Bretagna fino alla sua morte nel 1980, compiendo numerosi viaggi all'estero, in particolare in Francia, Svizzera e Libano, dove prese parte alla rinascita spirituale dell'ortodossia antiochena.
Le principali pubblicazioni in francese (sotto lo pseudonimo di "Un monaco della Chiesa orientale") includono La preghiera di Gesù, Introduzione alla spiritualità ortodossa, L'anno di grazia del Signore: un commento all'anno liturgico bizantino e Gesù, sguardi semplici al Salvatore.